# Hans Schreuder
Hans Paludan Smith Schreuder, född den 18 juni 1817 i Sogndal, död den 27 juni 1882 i Natal, var en norsk missionär. 
Schreuder, som blev teologie kandidat 1841, framlade sitt livsprogram i Nogle ord til Norges kirke om christelig pligt med hensyn til omsorg for ikke-christne medborgeres salighed (1842), som eggade intresset för missionen, och lät 1843 viga sig till missionspräst samt reste samma år till Zululandet. 
Trots många svårigheter anlade han där 1852 stationen Entumeni som centrum för en efter hand mycket utbredd missionsverksamhet. Under ett besök i hemlandet vigdes han 1866 till biskop. På återresan till Zululandet grundlade han 1867 norska missionen på Madagaskar, för vilken han lyckades erhålla vidsträckt handlingsfrihet. 
Av självständighetsbehov lämnade han 1873 norska missionssällskapets tjänst och upprättade med privat understöd hemifrån en egen mission, sedan 1875 förknippad i synnerhet med stationen Untunjambili i Natal, nära gränsen till Zululandet, där 1915 ett monument restes över honom. 
Schreuders omfattande praktiska verksamhet fortsattes efter hans död av bröderna Nils och Hans Astrup. Schreuder författade Grammatik for Zulusproget och översatte utdrag ur kyrkohandboken (tryckt 1871 i Natal) för zulufolket.